# ناحیه بکش‌چابا
ناحیهٔ بکش‌چابا (به مجاری: Békéscsabai járás) یک ناحیه در مجارستان است که در بکش واقع شده‌است. ناحیهٔ بکش‌چابا ۶۳۶٫۱۶ کیلومتر مربع مساحت و ۸۳٬۵۴۱ نفر جمعیت دارد.